# Pseudotrismegistia
Pseudotrismegistia là một chi rêu trong họ Sematophyllaceae.